# 리노 에이시스
리노 에이시스(Reno Aces)는 미국 네바다주 리노를 연고지로 하는 마이너 리그 베이스볼 팀이다. 애리조나 다이아몬드백스의 트리플 A 팜 팀이며, 퍼시픽 코스트 리그(PCL)에 속해 있다.